# باول سانشيز
باول سانشيز (بالإنجليزية: Paul Robert Sanchez)‏ هو كاهن كاثوليكي أمريكي، ولد في 26 نوفمبر 1946 في بروكلين في الولايات المتحدة.